# Grasbrunn
Grasbrunn es un municipio alemán perteneciente al Distrito de Múnich, Estado Libre de Baviera (en alemán: Freistaat Bayern), el  mayor de los dieciséis estados federados que conforman la República Federal de Alemania. 